# Jochen Balke
Joachim Balke, noto anche con lo pseudonimo di Jochen (Dortmund, 12 settembre 1917 – 19 gennaio 1944), è stato un nuotatore tedesco.

## Carriera
Specializzato nella rana, ha vinto il titolo continentale sulla distanza dei 200 metri ai campionati europei di Londra 1938.

## Palmarès
- Europei
  - 1938 - Londra: oro nei 200m rana.